# 宇都宮市立国本西小学校

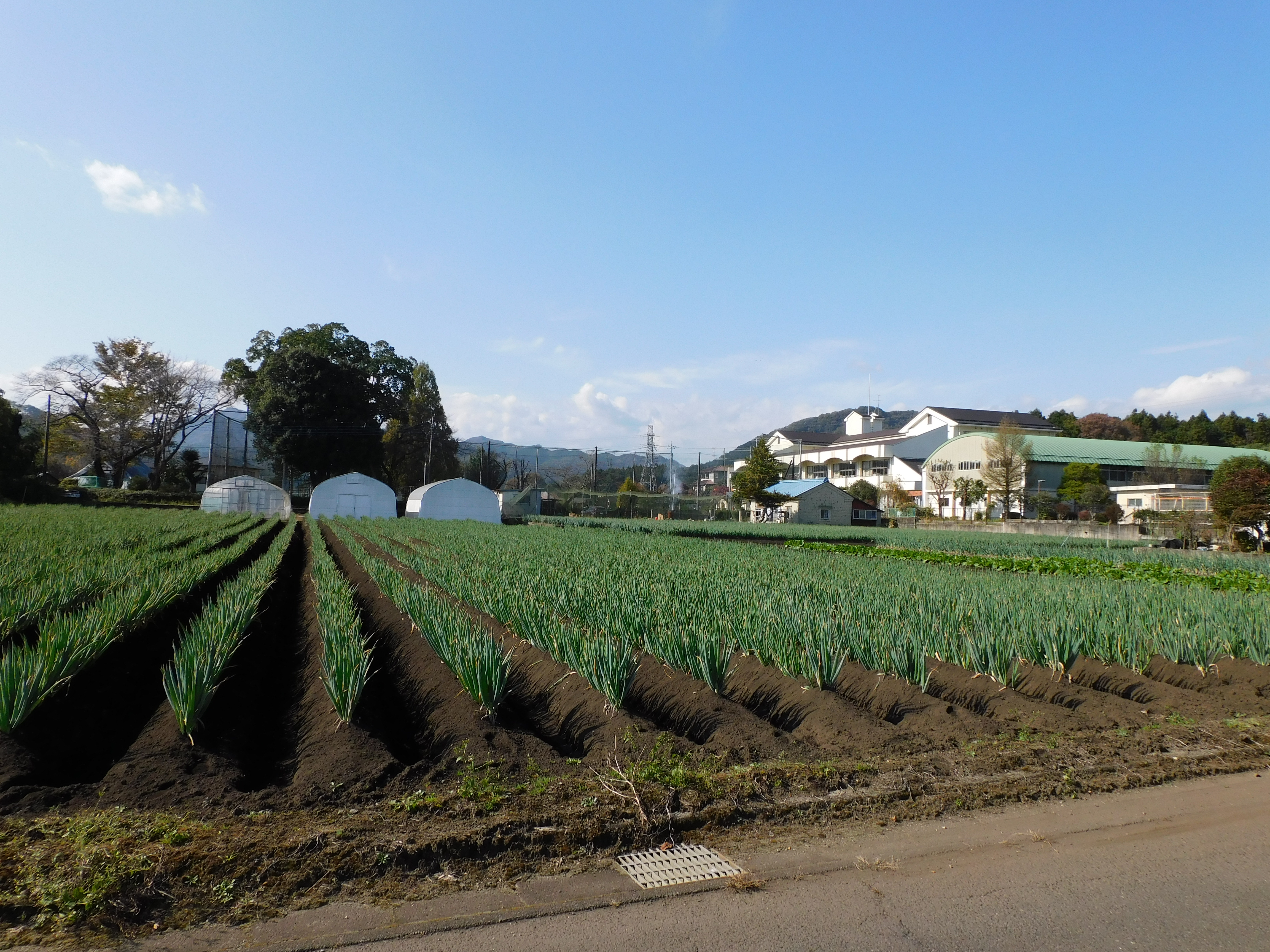
新里ねぎ畑と国本西小学校（画像右）

宇都宮市立国本西小学校（うつのみやしりつ くにもとにししょうがっこう）は、栃木県宇都宮市新里町丁にある公立小学校。

## 沿革
- 明治初年 田下村と岩原村は連合して、岩原町内(現・個人宅)に私立校を開設し、29名を教えたが明治7年5月17日に解散した
- 1874年(明治7年)5月17日 - 新里村と岩原村は連合して、同所に新原舎を開校
- 1875年(明治8年)3月16日 - 新里尋常小学校と改称し、新里町丁292-2の現在地に移転
- 1892年(明治25年)8月11日 - 河内郡国本村尋常小学校西校に改称
- 1941年(昭和16年)4月1日 - 河内郡国本村立国本西国民学校と改称
- 1947年(昭和22年)4月1日 - 学校教育法施行により、河内郡国本村立国本西小学校と改称し、正門を南西に移転
- 1954年(昭和29年)11月1日 - 国本村が宇都宮市に編入合併し、宇都宮市立国本西小学校と改称
- 1965年(昭和40年)11月7日 - 創立90周年記念式典・校歌制定
- 1974年(昭和49年)11月7日 - 創立100周年記念式典・校旗樹立・記念碑除幕式
- 1982年(昭和57年)2月18日 - 体育館完成
- 1987年(昭和62年)8月3日 -　新プール完成
- 1994年(平成6年)5月17日 - 創立120周年記念式典・記念誌作成
- 1996年(平成8年)9月5日 - 鉄筋校舎完成
- 2009年(平成21年)4月1日 - 特別支援学級設置

## 通学区域
- 宇都宮市新里町（甲・乙・丙の全域と丁の大部分）[3][4]

## 進路
卒業生の大半は国本中学校へ進むが中学受験などを受け、宇大附属中や東高附属中、私立中学校へ進学する場合もある。